# 周一梧
周一梧（？—1611年），號懷白，山西潞安府長治縣人，明朝政治人物，萬曆壬辰進士。

## 生平
萬曆十年（1582年）壬午科山西鄉試舉人。萬曆二十年（1592年）壬辰科二甲三十四名進士。吏部觀政，二十一年授户部主事，二十三年差太仓银庫，二十四年管通州草场，二十五年升员外郎，二十六年升郎中，出为河南归德府知府，二十七年調直隸常州府，二十九年調苏州府知府，三十一年引疾致仕归，家居修郡志。三十八年起升陕西河西道副使，次年卒于官。

## 著作
著有《贻清集》、《怀白先生集成十六策》、《潞安府志》。

## 佚事
《萬曆野獲編》載，周一梧任蘇州知府時，待人冷峻，對學子不夠禮遇，有人集《四書》句子作文諷刺道：「蓋白之於白也，不為不多矣，懷其寶而迷其邦，先生之號則不可。」

## 家族
曾祖父周景；祖父周備；父親周欽，歸德府通判。